# Terje Håkonsen
Terje Håkonsen (Vinje, 11 de outubro de 1974) é um snowboarder norueguês.
Considerado como um dos primeiros e mais influentes snowboarders na história, Håkonsen ficou mais conhecido ainda por quebrar o recorde mundial de maior salto de snowboard.
Esta marca em 2007 lhe valeu o reconhecimento por realizar um backside 360° a uma altura de 9,8 metros para fora do quarterpipe, um terço de um metro acima do recorde mundial anterior do finlandês Heikki Sorsa, de 9,3 metros.
Criador do Haakon Flip, uma manobra aérea com uma rotação de 720°, Håkonsen também ganhou inúmeros prêmios em sua carreira.

## Prêmios
Entre os principais títulos estão:
- Campeonato Mundial ISF de half-pipe: 3 (1993, 1995 e 1997)
- Open dos EUA no half-pipe: 3 (1992, 1993 e 1995)
- Campeonato Europeu de Snowboard: 5 (1991, 1992, 1993, 1994 e 1997)